# Sistem politic
Un sistem politic este un sistem localizat la nivelul sistemului social care îndeplinește funcții de natură politică și privește guvernarea. Este de regulă comparat cu sistemul juridic, sistemul economic, sistemul cultural sau alte sisteme prezente în viața socială. 
Există mai multe perspective utile pentru definirea noțiunii de "sistem politic" și numeroase definiții:
- Un sistem politic este constituit dintr-un set complet de instituții și organizații politice, precum partidele politice și grupurile de interes (sindicate, grupuri de lobby, etc.), căruia i se adaugă relațiile dintre aceste instituții și, nu în ultimul rând, normele ce le guvernează funcționarea (constituția, legea electorală).
- Un sistem politic este compus din membrii unei organizații sociale (grup) care sunt la putere.
- Un sistem politic este un sistem instituțional care deține monopolul asupra utilizării legitime a forței și asupra legiferării (aici sistemul politic este identificat cu statul).
- Un sistem politic este un sistem, iar în această calitate posedă în mod obligatoriu două proprietăți: conține un set de componente interdependente și limite prin raportare la mediul cu care interacționează.
- Un sistem politic este concomitent un subsistem al sistemului social cu un rol determinat: acela de a produce decizii cu caracter obligatoriu pentru întreaga societate.

În opinia lui David Easton, unul dintre cei mai importanți autori ce au contribuit la adaptarea analizei sistemelor pentru utilizarea sa în câmpul politologiei, funcția determinantă ce distinge sistemul politic de alte sisteme similare este aceea de a aloca valorile prin intermediul autorității într-o societate dată. Această abordare se bazează pe înțelegerea relației dintre intrările în sistem (solicitări dar și sprijin pentru funcționarea sistemului) și ieșiri (politicile publice, rezultatul interacțiunilor dintre elementele constitutive ale sistemului). 
Asemănări între sistemele politice:
Părți interdependente:
- cetățenii
- guvernul

Limite:
- cetățenia
- teritoriul
- proprietatea

### Tipuri de sisteme de guvernare

#### Imperiul
Deoarece sunt compuse din popoare de diferite culturi și origini etnice, toate imperiile sunt în cele din urmă ținute împreună prin constrângere și amenințarea recuceririi forțate. Impunându-și domnia asupra diverselor structuri politice, ele se caracterizează prin centralizarea puterii și absența reprezentării efective a părților componente ale acestora. Deși forța este astfel instrumentul principal al stăpânirii imperiale, este, de asemenea, adevărat că istoria înregistrează multe cazuri de imperii multietnice care au fost guvernate pașnic pentru perioade considerabile și au avut adesea destul de mult succes în menținerea ordinii în limitele lor. Istoria lumii antice este istoria marilor imperii – Egipt, China, Persia și Roma imperială – ale căror regimuri autocratice au asigurat un guvern relativ stabil pentru multe popoare supuse pe teritorii imense de-a lungul mai multor secole. Pe baza forței militare și a credinței religioase, despotismele antice au fost legitimate și prin realizările lor în construirea marilor structuri birocratice și juridice, în dezvoltarea vastelor sisteme de irigații și drumuri și în asigurarea condițiilor pentru susținerea unor civilizații dezvoltate. 
Spre deosebire de imperiile lumii antice, imperiile coloniale din vremuri mai recente au căzut cu mult sub statutul universal. În parte, aceste imperii europene moderne au fost formate din „colonii” în sensul original grecesc; populate de imigranți din țara mamă, coloniile au stabilit de obicei structuri politice asemănătoare cu cele ale centrului metropolitan și au fost adesea capabile să exercite o măsură substanțială de autoguvernare. În parte, de asemenea, imperiile europene erau compuse din teritorii locuite de populații native și administrate de birocrații imperiale. Guvernul acestor teritorii a fost în general mai coercitiv decât în coloniile europene și mai preocupat de protecția și supravegherea intereselor comerciale, industriale și de exploatare ale puterii imperiale. Dezintegrarea acestor imperii s-a produs cu o viteză uluitoare. Cele două războaie mondiale ale secolului al XX-lea au subminat puterea centrelor metropolitane, în timp ce propriile lor doctrine despre democrație, egalitate și autodeterminare au subminat principiul stăpânirii imperiale. Puterilor precum Marea Britanie și Franța le-a fost din ce în ce mai dificil să reziste pretențiilor de independență formulate în termeni de concepte reprezentative pe care se bazau guvernele lor de origine și nu aveau puterea militară și economică pentru a-și continua conducerea asupra populațiilor native agitate. În cele două decenii de după 1945, aproape toate marile teritorii coloniale și-au câștigat independența; marile imperii coloniale care stăpâniseră cândva mai mult de jumătate din lume au fost în cele din urmă dezmembrate.

#### Statul națiune
Cel mai important tip de sistem politic din lumea modernă este statul-națiune. Lumea de astăzi este împărțită teritorial în mai mult de 190 de țări, în fiecare dintre acestea un guvern național pretinde că își exercită suveranitatea – sau puterea autorității finale – și caută să oblige cetățenii să se supună voinței sale. Acest fapt al organizării politice a lumii sugerează distincția folosită în secțiunea următoare între sistemele politice supranaționale, naționale și subnaționale.
Multe state s-au format într-un moment în care un popor care împărtășește o istorie, o cultură și o limbă comune a descoperit un sentiment de identitate. Acest lucru a fost adevărat în cazul Angliei și Franței, de exemplu, care au fost primele state naționale care au apărut în perioada modernă, și al Italiei și Germaniei, care au fost constituite ca state naționale în secolul al XIX-lea. În schimb, însă, alte state, cum ar fi India, Uniunea Sovietică și Elveția, au apărut fără o bază comună în etnie, cultură sau limbă. De asemenea, trebuie subliniat faptul că statele-națiune contemporane sunt creații de perioade istorice diferite și de circumstanțe variate. Înainte de sfârșitul secolului al XIX-lea, mobilizarea efectivă a puterilor guvernamentale la nivel național a avut loc doar în Europa, Statele Unite și Japonia. Abia în secolul al XX-lea și prăbușirea imperiilor otoman, habsburgic, francez și britanic, cea mai mare parte a lumii a putut fi organizată la nivel național. Această transformare a continuat odată cu dizolvarea Uniunii Sovietice, care a încetat să mai existe în 1991, și a Iugoslaviei, care a dispărut în cele din urmă de pe hartă în 2003. În 1920, Liga Națiunilor recunoscuse șapte state naționale drept „Mari Puteri”—Unii. Regatul Unit, Franța, Statele Unite ale Americii, Germania, Italia, Japonia și Rusia și, în cele din urmă, a admis peste 40 de state ca membru. Succesorul său, Națiunile Unite, avea peste 190 de state membre la începutul secolului XXI. Statele din lumea post-Război Rece includ Marile Puteri, care, împreună cu Canada, constituie acum țările extrem de industrializate cunoscute sub numele de Grupul celor Opt (G8); numeroase alte țări populate și proeminente, cum ar fi Argentina, Australia, Brazilia, China, Egipt, Grecia, Ungaria, India, Indonezia, Iran, Irlanda, Kenya, Mexic, Nigeria, Pakistan, Polonia, Arabia Saudită, Africa de Sud, Coreea de Sud, Spania, Suedia, Elveția, Turcia și Venezuela; și o mulțime de alte state, de la micuța țară insulară din Pacific, Nauru, până la vasta țară din Asia Centrală, Kazahstan.
Caracteristicile care califică aceste entități diferite compuse și diferite din punct de vedere istoric drept state-națiune și le deosebesc de alte forme de organizare socială și politică se ridică la puterea independentă de a obliga populațiile din teritoriile să se supună. Statul este, cu alte cuvinte, o asociație teritorială care poate varia în mărime de la Rusia la Singapore, în populație de la China la Luxemburg și care pretinde supremația asupra tuturor celorlalte asociații din limitele sale. Ca asociație, statul este deosebit în mai multe privințe: calitatea de membru este obligatorie pentru cetățenii săi; pretinde un monopol al utilizării forței armate în interiorul granițelor sale; iar ofițerii săi, care sunt guvernul statului, pretind dreptul de a acționa în numele pământului și al poporului său.

##### State-națiuni unitare
Marea majoritate a tuturor statelor-națiuni ale lumii sunt sisteme unitare, inclusiv Bulgaria, Franța, Marea Britanie, Țările de Jos, Japonia, Polonia, România, țările scandinave, Spania și multe dintre țările din America Latină și Africa. Există însă diferențe mari între aceste state unitare, în special în instituțiile și procedurile prin care guvernele lor centrale interacționează cu subunitățile lor teritoriale.
1. Într-un tip de sistem unitar, descentralizarea puterii între guvernele subnaționale merge atât de departe încât în practică, deși nu în principiu constituțional, ele seamănă cu aranjamentele federale. În Marea Britanie, de exemplu, există elemente importante de autonomie regională în relația dintre Irlanda de Nord, Țara Galilor și Scoția și guvernul național de la Londra; iar sistemul complex de guverne locale alese, deși în teoria constituțională supus abrogarii de către Parlament, este în practică o parte fixă și destul de formidabilă a aparatului guvernului britanic. În alte sisteme unitare de acest tip, descentralizarea pe bază teritorială este de fapt prevăzută constituțional, iar atribuțiile aleșilor locali sunt prescrise în detaliu. Astfel, constituția japoneză, de exemplu, specifică anumite funcții autonome care trebuie îndeplinite de autoritățile administrative locale.
2. Un al doilea tip de sistem unitar prevede mai puține prevederi pentru descentralizarea teritorială a autorității și utilizează proceduri destul de stricte pentru supravegherea centrală a guvernelor alese local. Exemplul clasic de acest tip este Franța de dinainte de 1982. Până în martie 1982, când a intrat în vigoare o lege privind descentralizarea, sistemul administrativ francez a fost construit în jurul departamentelor, fiecare condus de un prefet, și subdiviziunilor departamentelor, numite arondismente, fiecare condusă de un sub-prefect (sous-prefet). Prefeții și subprefecții au fost numiți de guvernul de la Paris pentru a servi ca agenți ai guvernului central și, de asemenea, ca agenți executivi ai "guvernelor locale" (consilii generale - fr. conseils généraux), care erau compuse din oficiali aleși. Sistemul a combinat astfel supravegherea centrală a afacerilor locale prin funcționari numiți cu reprezentarea teritorială prin guvernele alese local.
3. Un al treilea tip de sistem unitar prevede doar descentralizare simbol. În astfel de cazuri, funcționarii responsabili cu gestionarea treburilor subdiviziunilor teritoriale sunt numiți de guvernul central, iar rolul aleșilor local este fie minim, fie inexistent. Exemple de acest tip de aranjament includ Germania sub Adolf Hitler și, de asemenea, câteva țări foste comuniste. Al Treilea Reich a fost împărțit în 42 Gaue, fiecare condus de un gauleiter ales pentru loialitatea lui personală față de Hitler. În Europa de Est, consiliile populare sau comitetele populare erau numite de partidele comuniste organizate central; numirea lor a fost confirmată de alegeri cu o listă de candidați.

##### Sisteme federale
În sistemele federale, autoritatea politică este împărțită între două seturi autonome de guverne, unul național și celălalt subnațional, ambele operează direct asupra poporului. De obicei, se stabilește o diviziune constituțională a puterii între guvernul național, care exercită autoritatea asupra întregului teritoriu național, și guvernele provinciale care exercită autoritate independentă în propriile teritorii. Dintre cele mai mari opt țări din lume după suprafață, șapte — Rusia, Canada, Statele Unite ale Americii, Brazilia, Australia, India și Argentina — sunt organizate pe bază federală. (China, al treilea ca mărime, este un stat unitar.) Țările federale includ și Austria, Belgia, Etiopia, Germania, Malaezia, Mexic, Nigeria, Pakistan, Elveția, Emiratele Arabe Unite și Venezuela, printre altele.
Structurile guvernamentale și procesele politice întâlnite în aceste sisteme federale prezintă o mare varietate. Se pot distinge, în primul rând, o serie de sisteme în care aranjamentele federale reflectă diviziuni culturale destul de clare. Un caz clasic de acest tip este Elveția, unde oamenii vorbesc patru limbi diferite – germană, franceză, italiană și romanșă – iar sistemul federal unește 26 de entități diferite din punct de vedere istoric și cultural, cunoscute sub numele de cantoane și demicantonuri. Constituția elvețiană din 1848, așa cum a fost modificată în 1874, a transformat în statul federal modern o confederație formată inițial în secolul al XIII-lea de către cele trei cantoane forestiere Uri, Schwyz și Unterwalden. Principalele agenții ale guvernului federal sunt o legislatură bicamerală, compusă dintr-un Consiliu Național care reprezintă poporul în mod direct și un Consiliu al Statelor care reprezintă membrii constitutivi ca entități; o ramură executivă (Bundesrat) aleasă de ambele camere ale legislativului în ședință comună; și o instanță supremă care pronunță decizii în chestiuni care afectează relațiile cantonale și federale.
Aranjamentul politic din Federația Rusă, deși de un tip semnificativ diferit, reflectă și diversitatea culturală și lingvistică a țării. În funcție de dimensiunea lor și de teritoriile pe care le-au ocupat istoric, minoritățile etnice pot avea propria lor republică autonomă, regiune sau district. Aceste diviziuni oferă diferite grade de autonomie în stabilirea politicilor locale și oferă o bază pentru conservarea culturilor minorităților. Unele dintre aceste zone au fost integrate în Imperiul Rus cu secole în urmă, după ce pământurile au fost luate de la mongolii Hoardei de Aur, iar altele au rezistat ocupației chiar și la sfârșitul secolului al XIX-lea. Guvernul național este format din puterea executivă, condusă de președintele ales la nivel național; parlamentul; și o ramură judiciară care rezolvă problemele constituționale.
Alteori, sistemele federale se găsesc în state caracterizate de o mare omogenitate culturală. Constituția Statelor Unite delega guvernului federal anumite activități care privesc întregul popor, cum ar fi conducerea relațiilor externe și războiul, precum și reglementarea comerțului interstatal și a comerțului exterior; anumite alte funcții sunt împărțite între guvernul federal și state; iar restul sunt rezervate doar statelor. Deși aceste sisteme federale necesită două organisme separate de ofițeri politici, două sisteme judiciare și două sisteme de impozitare. Ele permit, de asemenea, o interacțiune extinsă între guvernul federal și state. Astfel, alegerea Congresului și a președintelui, procesul de modificare a Constituției, perceperea taxelor și nenumărate alte funcții necesită cooperare între cele două niveluri de guvernare și le aduc într-o relație mai strânsă.

##### Sisteme politice subnaționale
Deși guvernarea națională este forma dominantă de organizare politică în lumea modernă, sub nivelul național există o gamă extraordinară de forme politice - comunități tribale, asociații politice intime ale satelor și orașelor, guvernele regiunilor și provinciilor, șirul complex de guvernele urbane și suburbane și marile sisteme politice și administrative ale orașelor și metropolelor. Aceste entități subnaționale sunt, într-un sens, comunitățile politice de bază – fundația pe care sunt construite toate sistemele politice naționale.

###### Comunitățile tribale
Organizația tipică societății umane în istoria sa timpurie a fost tribul. Astăzi, în multe părți ale lumii, comunitatea tribală este încă o formă majoră de organizare politică umană. Chiar și în cadrul sistemelor politice mai formale, încă pot fi găsite urme ale influenței sale. Unele landuri ale Germaniei moderne, cum ar fi Bavaria, Saxonia sau Westfalia, și-au păstrat identitatea încă de pe vremea așezărilor tribale germanice. Și în Anglia, multe granițe de comitate pot fi explicate doar prin referirea la diviziunile teritoriale din perioada de după sfârșitul ocupației romane.
În multe țări africane, tribul sau grupul etnic este încă o comunitate eficientă și un vehicul al conștiinței politice. (Unii savanți africani, considerând termenul de trib ca peiorativ și inexact, preferă să folosească grup etnic sau alți termeni similari pentru a descrie astfel de comunități.) Majoritatea țărilor africane sunt succesoarele unităților administrative stabilite de regimurile coloniale și își datorează granițele actuale deseori decizii arbitrare ale birocrațiilor imperiale sau acomodarilor teritoriale ale puterilor coloniale rivale. Rezultatul a fost adesea fragmentarea comunităților tribale sau agregarea lor în entități în mare măsură artificiale.
Loialitățile tribale continuă să împiedice eforturile de construire a națiunii în unele părți ale lumii, unde triburile au fost cândva structura politică dominantă. Triburile pot acționa prin intermediul partidelor politice formale ca orice alt grup de interese. În unele cazuri, pur și simplu își acționează părtinirea tribală prin mecanismul sistemului politic, iar în altele funcționează în mare măsură în afara structurilor politice formale.
În sensul său primar, tribul este o comunitate organizată în termeni de rudenie, iar subdiviziunile sale sunt grupările intime înrudite de grupări, ginți și grupuri totemice. Baza sa teritorială este rareori definită cu o precizie, iar instituțiile sale sunt de obicei structurile nediferențiate și intermitente ale unui sistem social omnifuncțional. Conducerea tribului este asigurată de grupul de bărbați adulți, bătrânii de linie acționând ca șefi de trib, șefii satului sau șamanii sau magicienii tribali. Aceste grupuri și indivizi sunt gardienii obiceiurilor tribale și ai unei tradiții orale de drept. Legea nu este astfel făcută, ci mai degrabă invocată; depozitul său este memoria colectivă a consiliului tribal sau a bărbaților șefi. Acest tip de drept cutumiar, sancționat și sfințit de credința religioasă, se schimbă și se dezvoltă totuși, pentru că de fiecare dată când este declarat ceva poate fi adăugat sau omis pentru a satisface nevoile ocaziei.

###### Comunitățile rurale
Satul a fost în mod tradițional într-un permanent contrast cu orașul: 
- satul este casa ocupațiilor rurale și legat de ciclurile vieții agricole, în timp ce locuitorii orașului practică multe meserii, iar economia sa se întemeiază pe comerț și industrie;
- satul este o asociație intimă de familii, în timp ce orașul este locusul unei populații în masă;
- cultura satului este simplă și tradițională, în timp ce orașul este centrul artelor și științelor și al unei dezvoltări culturale complexe.

Satul și orașul oferă contraste și mai puternice atunci când sunt analizate drept comunități politice. Din punct de vedere istoric, satul a fost condus de democrația informală a discuțiilor față în față în consiliul satului sau de un șef ale cărui decizii sunt susținute de bătrânii satului sau de alte moduri de cooperare în problemele guvernării. În contrast, guvernarea urbană nu a fost niciodată o chestiune atât de simplă, iar formele de guvernare monarhice, tiranice, aristocratice și oligarhice au înflorit toate în oraș. În sat, granițele dintre formele politice, economice, religioase și alte forme de acțiune nu au fost la fel de clar trasate ca în orașe.
Originile și dezvoltarea aparatului de guvernare pot fi văzute cel mai clar în societatea politică simplă a comunității rurale. Transformarea societăților înrudite cu sistemele lor informale, susținute de oameni care se ocupau de organizarea socio-politică, în societăți diferențiate, ierarhice, cu structuri politice complexe, a început odată cu extinderea comunității rurale prin creșterea populației acesteia, diversificarea economiei sau interacțiunea cu alte comunități. Au fost apoi elaborate organele rudimentare ale guvernării comunale, funcțiile comunale au primit o direcție mai specializată, iar rolurile de conducere au fost instituționalizate. Acesta a fost uneori un proces care a condus prin etape graduale la creșterea orașelor. În altă parte, însă, ca în cazul Aticii antice, orașul a fost înființat ca rezultat al unui proces de synoikismos, sau unirea unui număr de comunități tribale sau sate. Aceasta a fost, fără îndoială, originea Atenei și, conform istoriei sale legendare, Roma a fost înființată și ea ca rezultat al unificării forțate a triburilor care locuiau pe dealurile din jurul Dealului Palatin.

#### Sisteme politice supranaționale
Formarea relațiilor supranaționale este un rezultat principal al împărțirii lumii într-un număr de entități naționale separate, sau state, care au contact unele cu altele, împărtășesc scopuri sau nevoi și se confruntă cu amenințări comune. În unele cazuri, ca în multe alianțe, aceste relații sunt de scurtă durată și nu reușesc să aibă ca rezultat o dezvoltare instituțională semnificativă. În alte cazuri, ele conduc la organizații interstatale și sisteme supranaționale.

### Clasificarea tipurilor de guvernare după modul în care are loc succesiunea
O problemă cheie a tuturor ordinelor politice este aceea a succesiunii. "Regele este mort! Trăiască regele!” a fost răspunsul, de multe ori contestat, al monarhiei ereditare europene la întrebarea cine ar trebui să conducă după moartea monarhului. O a doua problemă, strâns legată, este în ce fel și de către cine poate fi înlocuit sau lipsit de putere un conducător actual. La această a doua întrebare monarhia ereditară nu poate da un răspuns cert, deși conceptul de diffidatio, sau ruperea legăturii de fidelitate dintre monarh și stăpânul feudal, a fost invocat de mai multe ori în perioada medievală. Sistemele politice, chiar și cele ale societăților tribale, au abordat ambele probleme într-o varietate de moduri. Înregistrările antropologice arată că șefii sau regii tribali au fost uneori selectați ca rezultat al testelor rituale sau al expunerii semnelor magice și dovezilor de origine divină, de obicei așa cum erau determinate de bătrânii triburlui sau de liderii magici. În alte cazuri, s-a aplicat un principiu al eredității, adesea diluat de o alegere între moștenitori în ceea ce privește fizicul sau capacitatea de războinic. Alteori, șeful era ales, adesea din rândul bărbaților adulți dintr-un grup select de familii. Tehnicile de înlăturare a conducătorilor tribali au fost la fel de variate. Uneori, conducătorul era ucis după o perioadă specificată sau când puterile sale magice slăbeau sau când priceperea fizică sau sănătatea scădeau; în alte cazuri, șeful a fost expus la teste periodice ale puterilor sale magice sau a fost obligat să accepte provocări de luptă din partea altor candidați calificați pentru guvernare. În alte cazuri, bătrânii îl puteau înlătura din funcție.
Tehnicile de asigurare a succesiunii sunt, de asemenea, variate în lumea modernă. Procedurile de succesiune variază de la procesul tradițional tibetan complex de identificare a unui Dalai Lama reîncarnat până la procedurile informale subtile prin care majoritățile parlamentare aleg un succesor în funcția de prim-ministru în Marea Britanie. Totuși, practicile de succesiune ale sistemelor politice moderne par a fi de patru tipuri principale: 
1. ereditare,
2. prevederi constituționale,
3. alegere și
4. prin forță.

#### Succesiunea ereditară
Deși dictatorii încă caută ocazional să-și stabilească fiii ca moștenitori, ei se bazează de obicei pe forță mai degrabă decât pe pretențiile de ereditate pentru a-și atinge scopul. În afară de câteva state în care conducătorul dinastic este șeful efectiv al guvernului, principiul ereditar al succesiunii este acum limitat aproape exclusiv la monarhiile constituționale ale Europei de Vest. Linia de succesiune este mai sigur stabilită în aceste monarhii acum decât în orice moment al istoriei lor anterioare: se pare că lupta intradinastică este mult mai puțin probabilă atunci când monarhia este în principal ceremonială. Ereditatea poate fi întărită sau modificată prin prevederi constituționale: acesta a fost cazul, de exemplu, al celebrului Act of Settlement care a asigurat succesiunea Casei de Hanovra în Marea Britanie.

#### Succesiunea prin prevederi constituționale
Un exemplu important de succesiune prin prevedere constituțională este în cazul Statelor Unite. Articolul II, Secțiunea 1, din Constituția S.U.A. prevede:
În cazul demiterii din funcție a Președintelui sau a morții, demisiei sau incapacității acestuia de a-și îndeplini atribuțiile și rolurile respectivei funcții, aceasta revine vicepreședintelui, iar Congresul poate, prin lege, să prevadă cazul de demitere, deces, demisie sau incapacitate, atât a Președintelui, cât și a Vicepreședintelui, declarând cine va acționa apoi în calitate de Președinte, iar acesta va acționa în consecință, până când handicapul este înlăturat sau până cândva fi ales un nou Președinte.
Al douăzeci și cincilea amendament la Constituție, ratificat în 1967, a elaborat aceste proceduri pentru a include aranjamente suplimentare pentru tratarea problemei incapacității prezidențiale, precum și pentru ocuparea funcției vacante de vicepreședinte. Versiunea originală a Constituției a stat la baza succesiunii pașnice a vicepreședinților John Tyler, Millard Fillmore, Andrew Johnson, Chester A. Arthur, Theodore Roosevelt, Calvin Coolidge, Harry S. Truman și Lyndon B. Johnson. Gerald R. Ford a succedat la președinție pe baza prevederilor celui de-al douăzeci și cincilea amendament. Aranjamentele prevăzute de Constituție pentru asigurarea succesiunii nu sunt întotdeauna atât de reușite și multe țări ale căror constituții conțin prevederi foarte asemănătoare au trecut prin crize succesorale care au fost rezolvate doar prin violență.

#### Succesiunea prin alegeri
Alegerile constituie un principiu al succesiunii, de asemenea, adesea combinat cu forța. În cazurile de alegeri strâns contestate sau în care există îndoieli cu privire la validitatea sau forma adecvată a alegerilor, rezultatul este adesea o succesiune disputată. Marea Schismă din papalitate în secolul al XIV-lea și succesiunea disputată la monarhia electivă a Ungariei în secolul al XVI-lea sunt exemple ale eșecului sistemelor elective de a asigura o succesiune ordonată. Forța este baza efectivă a succesiunii în mai multe state contemporane în care confirmarea electorală pro forma este dată unui conducător care preia puterea.
Problema succesiunii impune mari tensiuni oricărei ordini politice: continuitatea guvernării este întreruptă, modelele de acțiune stabilite sunt întrerupte, iar viitorul devine brusc incert. Această criză politică testează caracterul regimurilor în moduri care sunt de o anumită importanță pentru analiza politică comparativă. Din studiul practicilor succesorale pot fi extrase o serie de comparații interesante, dar poate cea mai importantă este distincția dintre acele sisteme în care problema este rezolvată în primul rând prin forță și acele sisteme în care ereditatea, prevederile constituționale sau alegerile asigură o tranziție pașnică. și o succesiune ordonată a autorității.
Ordinele politice sunt supuse unui alt tip de tensiuni atunci când stăpânirea actualilor deținători ai puterii este contestată și se pune problema privării lor de autoritate. Aceasta este problema transferului de putere: dacă, în ce fel și de către cine poate fi înlocuit un conducător actual. La fel ca succesiunea, este o problemă recurentă în toate sistemele politice și, ca și în cazul practicilor succesorale. Este, într-un fel, criza politică fundamentală, căci toate sistemele sunt într-un fel zdruncinate, adesea violent, uneori până la distrugere, de luptele dintre conducătorii consacrați și rivalii lor.

#### Succesiunea prin forta
Revoluțiile, care sunt rezultatul crizei în forma sa cea mai extremă, implică răsturnarea nu doar a guvernului, ci și a ordinii politice în sine. De obicei, o revoluție este precedată de o serie de tensiuni în cadrul sistemului: provocările la adresa autorității guvernului cresc, iar legitimitatea acesteia este din ce în ce mai pusă sub semnul întrebării; exercitarea puterii devine coercitivă, iar provocarea de a conduce capătă forme din ce în ce mai violente; în cele din urmă, lupta ajunge la un punct culminant dramatic în distrugerea vechii ordini. Lovitura de stat este o altă formă de răspuns violent la criza de guvernare, dar se distinge de revoluție prin faptul că implică doar răsturnarea guvernului: ordinea politică nu este imediat afectată, deoarece lovitura de stat este condusă de un individ sau grup în cadrul guvernului sau în cadrul clasei conducătoare. În unele cazuri, însă, lovitura de stat este doar o etapă preliminară a revoluției. Uneori, acest lucru se întâmplă atunci când noul conducător conduce o revoluție impusă de guvern: acesta a fost rolul jucat de Napoleon I, Napoleon al III-lea, Mussolini și Hitler. Alteori, loviturile de stat sunt de fapt provocate de frica de revoluție, dar nu reușesc decât să slăbească și mai mult pretențiile de legitimitate ale ordinii existente. Pe lângă revoluții și lovituri de stat, criza de guvernare poate declanșa alte forme de reacție politică violentă, inclusiv război civil și secesiune, mișcări de rezistență și rebeliuni, război de gherilă și terorism, război de clasă și revolte țărănești.

## Sursa
- Almond, Gabriel A., et al. Politica comparată astăzi: o perspectivă globală (a șaptea ediție). 2000. ISBN 032101853.

1. ↑  „Interactive Constitution of U.S”. Accesat în 02.14.2022. Verificați datele pentru: |access-date= (ajutor)